# Guglielmo di Winchester
Guglielmo di Winchester noto anche come Guglielmo Lunga Spada o Guglielmo di Lüneburg (Winchester, 11 aprile 1184 – Luneburgo, 13 dicembre 1213) fu signore di Lüneburg.

## Biografia
Guglielmo era il quinto figlio e il più giovane del duca Enrico il Leone e Matilde d'Inghilterra, duchessa di Sassonia, terza figlia di Enrico II d'Inghilterra: egli nacque in Inghilterra durante l'esilio del padre. 
E quando Enrico tornò in Sassonia, Guglielmo rimase presso la corte di Riccardo Cuor di Leone.
Quando Enrico morì nel 1195, Guglielmo ereditò le proprietà paterne intorno Lüneburg, nei pressi di Lauenburg, nella parte orientale dei monti Harz.
Nel 1202, William sposò Elena, figlia di Valdemaro I di Danimarca. Il loro unico figlio fu Ottone (1204-1252), che ereditò la proprietà del padre e divenne il primo duca di Brunswick-Lüneburg. È un antenato della regina Elisabetta II del Regno Unito. 

## Ascendenza
|                          |                    |                            | Genitori                      |  |  | Nonni |  |  | Bisnonni             |  |  | Trisnonni           |  |
|                          |                    |                            |                               |  |  |       |  |  | Enrico IX di Baviera |  |  | Guelfo I di Baviera |  |
|                          |                    |                            |                               |  |  |       |  |  | Enrico IX di Baviera |  |  | Guelfo I di Baviera |  |
|                          |                    | Giuditta di Fiandra        |                               |  |  |       |  |  | Enrico IX di Baviera |  |  |                     |  |
| Enrico X di Baviera      |                    |                            |                               |  |  |       |  |  | Enrico IX di Baviera |  |  |                     |  |
|                          |                    | Wulfhilde di Sassonia      | Magnus di Sassonia            |  |  |       |  |  |                      |  |  |                     |  |
|                          |                    | Wulfhilde di Sassonia      | Magnus di Sassonia            |  |  |       |  |  |                      |  |  |                     |  |
|                          |                    | Wulfhilde di Sassonia      | Sofia d'Ungheria              |  |  |       |  |  |                      |  |  |                     |  |
| Enrico il Leone          |                    | Wulfhilde di Sassonia      |                               |  |  |       |  |  |                      |  |  |                     |  |
|                          |                    | Lotario II di Supplimburgo | Gebeardo di Supplimburgo      |  |  |       |  |  |                      |  |  |                     |  |
|                          |                    | Lotario II di Supplimburgo | Gebeardo di Supplimburgo      |  |  |       |  |  |                      |  |  |                     |  |
|                          |                    | Lotario II di Supplimburgo | Edvige di Formbach            |  |  |       |  |  |                      |  |  |                     |  |
| Gertrude di Supplimburgo |                    | Lotario II di Supplimburgo |                               |  |  |       |  |  |                      |  |  |                     |  |
|                          |                    | Richenza di Northeim       | Enrico di Frisia              |  |  |       |  |  |                      |  |  |                     |  |
|                          |                    | Richenza di Northeim       | Enrico di Frisia              |  |  |       |  |  |                      |  |  |                     |  |
|                          |                    | Richenza di Northeim       | Gertrude di Brunswick         |  |  |       |  |  |                      |  |  |                     |  |
| Guglielmo di Winchester  |                    | Richenza di Northeim       |                               |  |  |       |  |  |                      |  |  |                     |  |
|                          | Goffredo V d'Angiò | Folco V d'Angiò            |                               |  |  |       |  |  |                      |  |  |                     |  |
|                          | Goffredo V d'Angiò | Folco V d'Angiò            |                               |  |  |       |  |  |                      |  |  |                     |  |
|                          | Goffredo V d'Angiò | Eremburga del Maine        |                               |  |  |       |  |  |                      |  |  |                     |  |
| Enrico II Plantageneto   | Goffredo V d'Angiò |                            |                               |  |  |       |  |  |                      |  |  |                     |  |
|                          |                    | Imperatrice Matilda        | Enrico I d'Inghilterra        |  |  |       |  |  |                      |  |  |                     |  |
|                          |                    | Imperatrice Matilda        | Enrico I d'Inghilterra        |  |  |       |  |  |                      |  |  |                     |  |
|                          |                    | Imperatrice Matilda        | Matilde di Scozia             |  |  |       |  |  |                      |  |  |                     |  |
| Matilde d'Inghilterra    |                    | Imperatrice Matilda        |                               |  |  |       |  |  |                      |  |  |                     |  |
|                          |                    | Guglielmo X d'Aquitania    | Guglielmo IX di Aquitania     |  |  |       |  |  |                      |  |  |                     |  |
|                          |                    | Guglielmo X d'Aquitania    | Guglielmo IX di Aquitania     |  |  |       |  |  |                      |  |  |                     |  |
|                          |                    | Guglielmo X d'Aquitania    | Filippa di Tolosa             |  |  |       |  |  |                      |  |  |                     |  |
| Eleonora d'Aquitania     |                    | Guglielmo X d'Aquitania    |                               |  |  |       |  |  |                      |  |  |                     |  |
|                          |                    | Aénor di Châtellerault     | Aimery I di Châttellerault    |  |  |       |  |  |                      |  |  |                     |  |
|                          |                    | Aénor di Châtellerault     | Aimery I di Châttellerault    |  |  |       |  |  |                      |  |  |                     |  |
|                          |                    | Aénor di Châtellerault     | Dangereuse de L'Isle Bouchard |  |  |       |  |  |                      |  |  |                     |  |
|                          |                    | Aénor di Châtellerault     |                               |  |  |       |  |  |                      |  |  |                     |  |